# 武蔵野公園
武蔵野公園（むさしのこうえん）は、東京都府中市多磨町二丁目、小金井市前原町二丁目・東町五丁目にまたがる都立公園。

## 概要
園の南部を東八道路に面しており、園北部を野川が西から東に流れる。野川沿いに東へ細い市道を越えると東京都立野川公園である。
園東部に駐車場、噴水、中心部に苗園を備える。中央部の野川南側の雑木林内にバーベキュー場がある。園西部に小高い「くじら山」という丘があり、これは、園西部に隣接する小金井市立南小学校を作ったときに出た土砂を積み上げてできたものである。
野川北岸側の遊水池の完成、バーベキュー場の整備、除草剤散布の中止の一方、年間数度にわたる草刈り、落ち葉や枯死木の撤去が徹底されるようになったため、林床の乾燥が進み、昭和時代に比べると昆虫などの小動物の生息数は著しく減少してきている。また、スズメバチの集まりやすい樹液を出している広葉樹は積極的に伐採撤去されている。

入り口付近の噴水
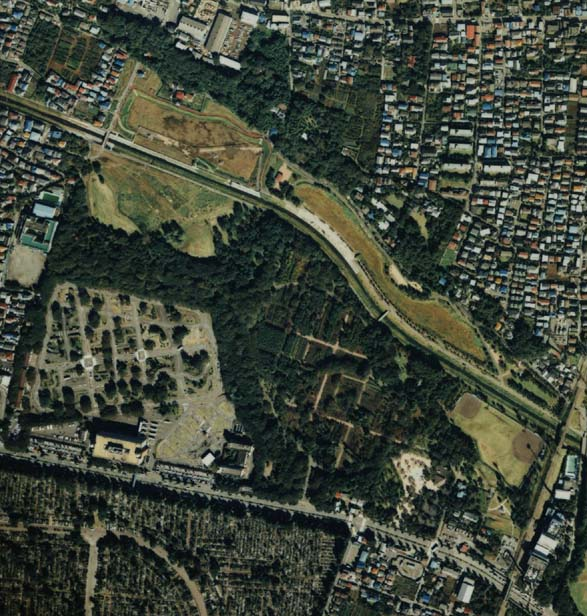
公園の航空写真。国土交通省 国土地理院 地図・空中写真閲覧サービスの空中写真を基に作成
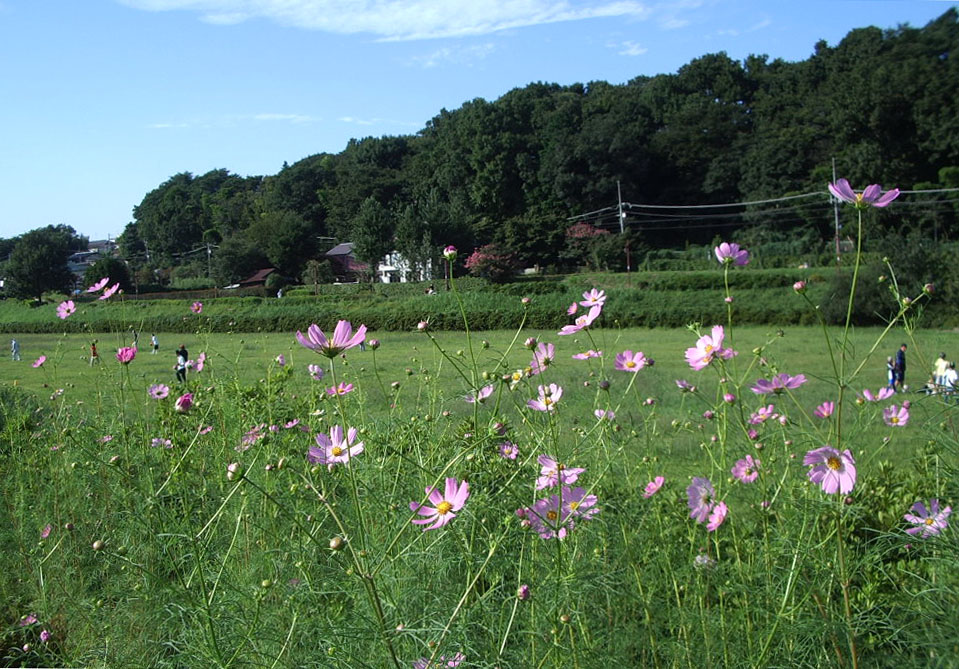
武蔵野公園から見た国分寺崖線（ハケ）

## 関連事項
- 大岡昇平 - 往時、公園近傍・国分寺崖線のハケ下に富永次郎邸があった。昭和23年、富永宅に寄寓中であった大岡昇平は、ハケのある武蔵野の農村風景を舞台に、「武蔵野夫人」を書き上げた。
- 遺跡 - 園内には小金井市野川中洲北遺跡、武蔵野公園低湿地遺跡、府中市武蔵野公園遺跡などがある。